# Pelatge de gat

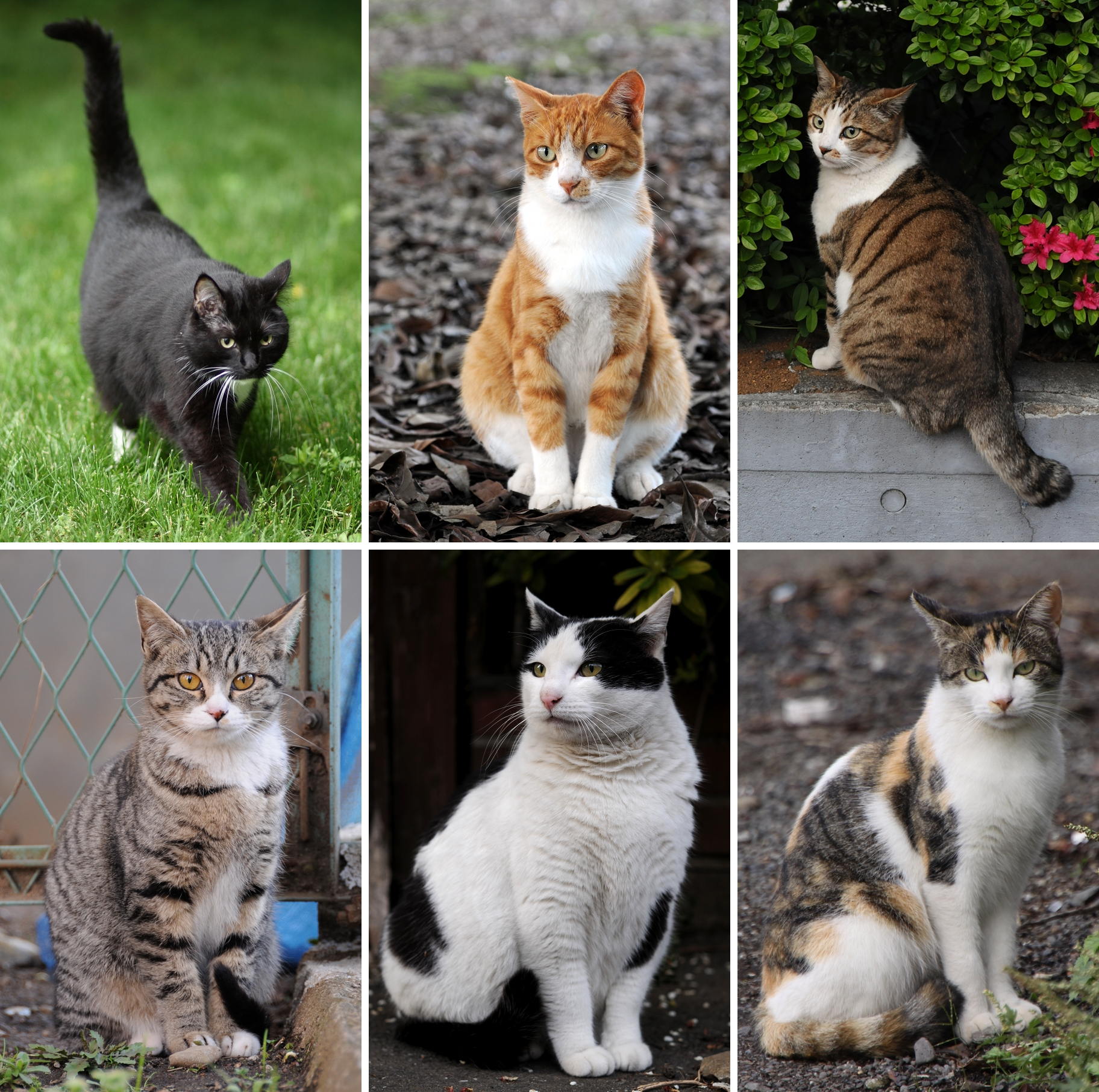
Gats europeus amb diferents tipus de pelatge

Els gats poden tenir el pelatge de diferents, llargades, textures, i colors entre els quals destaquen el negre, el roig i el blanc. Els colors poden ser densos o diluïts (per exemple, el «blau» és en realitat una forma diluïda del negre). No hi ha una nomenclatura harmonitzada per referir-se a aquests colors i, en el cas d'algunes races de gats, es fan servir fins i tot termes fantasiosos. Hi ha molts gens implicats en el color i els altres caràcters del pelatge de gat.